# Odnowienie lasu

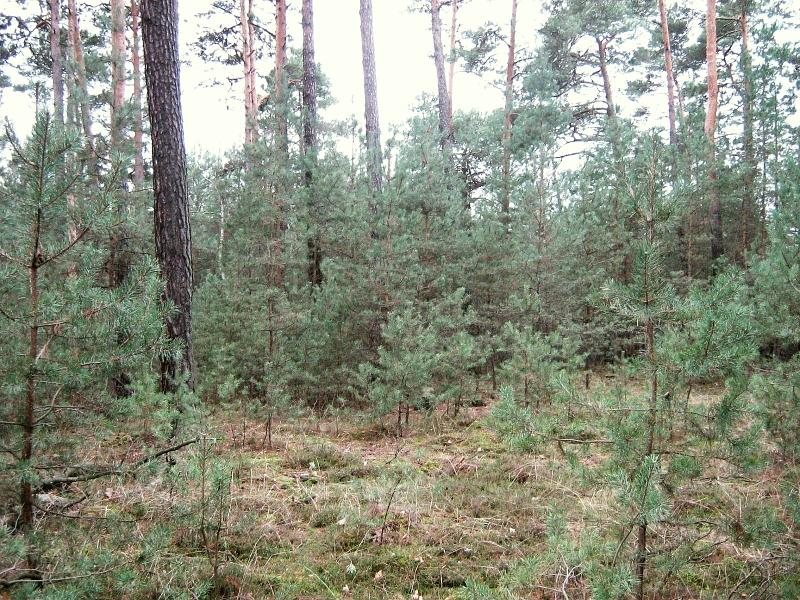
Odnowienie naturalne sosny

Odnowienie lasu – proces powstawania w sposób naturalny lub sztuczny młodego pokolenia drzew, które w miarę swojego rozwoju i wzrostu, w przyszłości wywierać będą istotny wpływ na kształtowanie się środowiska leśnego w określonej przestrzeni i czasie.
Odnowienie lasu prowadzi się zawsze na powierzchniach leśnych, uprzednio zajętych przez las w przeciwieństwie do zalesiania, które prowadzi się na powierzchniach nieleśnych np. nieużytkach porolnych, hałdach.
Odnowienie lasu wiąże się zawsze z procesem rozrodu drzew i krzewów leśnych.
Wyróżnia się rozmnażanie:
- generatywne tj. z nasion (siewem, samosiewem lub sadzeniem sadzonkami wyrosłymi z nasion),
- wegetatywne tj. z rozmnażanie z odrośli (rozmnażanie z pnia lub korzeni).

Ze względu na stopień wykorzystania sił przyrody, a także wkładu pracy ludzkiej wyróżnia się odnowienie:
- naturalne – przebiegające samorzutnie, samosiewem lub z odnowienia odroślowego, zwykle bez lub tylko z niewielkim udziałem człowieka; działalność człowieka w tym procesie ograniczać się może do przygotowania gleby pod nasiona, oraz zapewnienia urodzaju nasion poprzez szereg cięć i stopniowe odsłanianie samosiewu cięciami odsłaniającymi; w przypadku odrośli człowiek stara się wyprowadzić jeden, główny pęd (prowadnik) stopniowo usuwając konkurentów;
- sztuczne – przebiegające przy pomocy siewu lub sadzenia, zawsze przy udziale człowieka. Udział przyrody w procesie odnowienia ogranicza się do zapewnienia optymalnych warunków wzrostu; cały proces przygotowania do sadzenia (zasiewu), jak i samo sadzenie (siew) odbywa się przy udziale człowieka w sposób mechaniczny, bądź ręczny.

Z uwagi na właściwości powierzchni przeznaczonej do odnowienia, ze względu na wymagania siedliskowe ważniejszych gatunków drzew i krzewów leśnych stosuje się:
- odnowienie pod osłoną drzewostanu,
- odnowienie na powierzchni otwartej.